# Travacò Siccomario
Travacò Siccomario (Travacò in dialetto pavese) è un comune italiano di 4 444 abitanti nella provincia di Pavia in Lombardia. Posto 2 km a sud del capoluogo, tra il Ticino e il Po, presso la loro confluenza, insieme al comune di San Martino Siccomario è parte del territorio denominato Siccomario.

## Origini del nome
Il nome Travacò deriva probabilmente da travacca, elemento di contenimento di un corso d'acqua a rinforzo di un argine. La "o" accentata finale è tipica di nomi derivati da termini che avevano originariamente il suffisso -atum. Travacò deriverebbe quindi da trabaccatum, ovvero luogo dove è situata la travacca. Nelle vecchie carte appare indicato piuttosto come Travacolo, quindi più probabilmente piccola travacca.
Il toponimo Siccomario potrebbe derivare invece dal nome del feudatario locale di origine Franca o Germanica Sighemar, poi trasformato in Sighemarus, ed è attestato per la prima volta in documenti risalenti al X secolo d.C.

## Storia
Nel 1014 l'imperatore Enrico II concesse Travacò al monastero di San Felice. Il territorio dell'attuale comune di Travacò Siccomario faceva parte della piccola unità amministrativa del dominio pavese, detta appunto Siccomario, di cui costituiva la parte orientale, divisa dal resto dal canale Rotta, antico ramo del Po, che ne faceva una vasta isola. Nei secoli passati, in tale territorio non vi erano dei centri importanti, ma un gran numero di cascine e alcune chiese, formanti diversi piccoli comuni. Nel XVII secolo essi erano:
- Mezzano Siccomario.
- Santa Maria della Strada, sede di un'antica chiesa, si trovava poco più a sud della cascina San Maiolo, sulla strada più antica che da Pavia attraverso il porto del Tovo sul Po conduceva nell'Oltrepò Pavese; la zona fu anch'essa devastata dal Po verso il 1800.
- Santa Maria Travacò, che corrisponde al nucleo del paese attuale, con la chiesa parrocchiale.
- Cascina Lebba in Mezzano, che si trovava in corrispondenza del Mezzano attuale, ivi ricostruito dopo la distruzione del vecchio da parte del Po.
- Cascina Lebba in Travacò, attuale cascina Mugetti, a nordovest del paese.
- Valbona, ancor oggi cascina Valbona.
- Predemasco, nella parte settentrionale del comune, verso Pavia.
- Costa Caroliana, situato in una profonda ansa del Ticino; dopo che il corso del fiume si raddrizzò, la parte rimasta al di là di esso nel 1902 fu ceduta a Valle Salimbene.

Questi piccoli comuni subirono una progressiva concentrazione: dopo il 1818 non restavano che i due comuni di Mezzano Siccomario (cui erano stati uniti Cascina Lebba in Mezzano e Valbona) e Santa Maria della Strada (cui erano stati uniti Santa Maria Travacò, Cascina Lebba in Travacò, Predemasco e Costa Caroliana), che però di tale centro non conservava che il nome, essendo stato distrutto dal Po: la sede comunale era a Travacò. Tenendo conto di tale situazione, il comune assunse la denominazione di Travacò Siccomario nel 1864.
Nel 1872 anche il comune di Mezzano Siccomario (CC F180) fu soppresso e unito a Travacò.
Oggi il comune di Travacò Siccomario fa parte del Parco Lombardo della Valle del Ticino.

### Simboli
Lo stemma e il gonfalone sono stati concessi con D.P.R. del 30 giugno 1954.
Il gonfalone è un drappo partito di bianco e di azzurro.

## Monumenti e luoghi d'interesse
- Chiesa parrocchiale, situata nel centro del paese, è dedicata alla Natività di Maria Vergine. La costruzione è di origine duecentesca (1225) e appartiene artisticamente all'ultima fase del romanico pavese. L'edificio ha un impianto a croce latina, a navata unica con volta a crociera. Di rilievo all'interno della chiesa è da segnalare (seconda cappella di sinistra) un affresco attribuito alla scuola di Vincenzo Foppa (XV secolo) che raffigura la Madonna in trono attorniata da angeli. Il primo riferimento alla funzione parrocchiale dell'edificio si ritrova in una lapide presente nell'edificio che riporta oltre alla data (1405) il ricordo delle famiglie pavesi dei Folperti e dei Mezzabarba che contribuirono a fondare la parrocchia. Anche se il comune confina con quello di Pavia, la Parrocchia fa capo alla diocesi di Vigevano, in Lomellina
- Santuario di Santa Maria del Novello, sorge nell'area golenale prossima all'argine maestro sinistro del Po. Il fiume scorre a qualche centinaio di metri. Non si hanno molte notizie di questa opera che la tradizione popolare vuole posta a protezione dalle piene del Grande Fiume. La costruzione, realizzata su un'antica cappelletta ed avvenuta ad opera della famiglia Bonacossa, risale alla fine del 1500.[10] All'interno del santuario è possibile tutt'oggi ammirare l’affresco originale dell'antica cappelletta. In stato di rovina alla fine del 1800, la costruzione fu recuperata nel 1922 e da allora si festeggia la sua rinascita l’ultima domenica di agosto.[11]
- Colombarone di Mezzano, vi si può ammirare quel che resta del "Castrum Mezzani", la residenza signorile fortificata che la famiglia Beccaria edificò al centro del proprio feudo nel XV secolo. Si tratta di una robusta costruzione quadrata di tre piani, caratterizzata da murature in mattoni a scarpa, da finestre profilate in cotto o da decorazioni in polvere di marmo
- La Dogana Austriaca, edificio risalente al periodo della dominazione spagnola che durante l'impero austriaco fu utilizzato come dogana, poiché in quel periodo Pavia risultava sotto il dominio austriaco mentre il Siccomario rimase sotto al dominio piemontese. Negli anni '70, l'edificio fu recuperato e restaurato completamente. Sul fianco destro, il monumento, conserva le effigi dell'impero austriaco e del Lombardo-Veneto.[12]
- Cascina San Maiolo, la più importante ed antica cascina del Siccomario. Da vari documenti storici, la proprietà risulta essere già esistente prima dell'anno 1000, come piccolo monastero gestito dai Monaci Clauniacensi, fino al 1360, quando fu poi ceduto a vai proprietari terrieri, fino ad arrivare al 1700, quando venne acquistata dal collegio Borromeo ed infine venduta alla famiglia Berzio, che già vi viveva dal 1587. Diversi furono gli interventi di ampliamento a livello agricolo, l'ultimo nel 1879, che ha interessato la parte di Cascinale verso est e le stalle rialzate.[12]

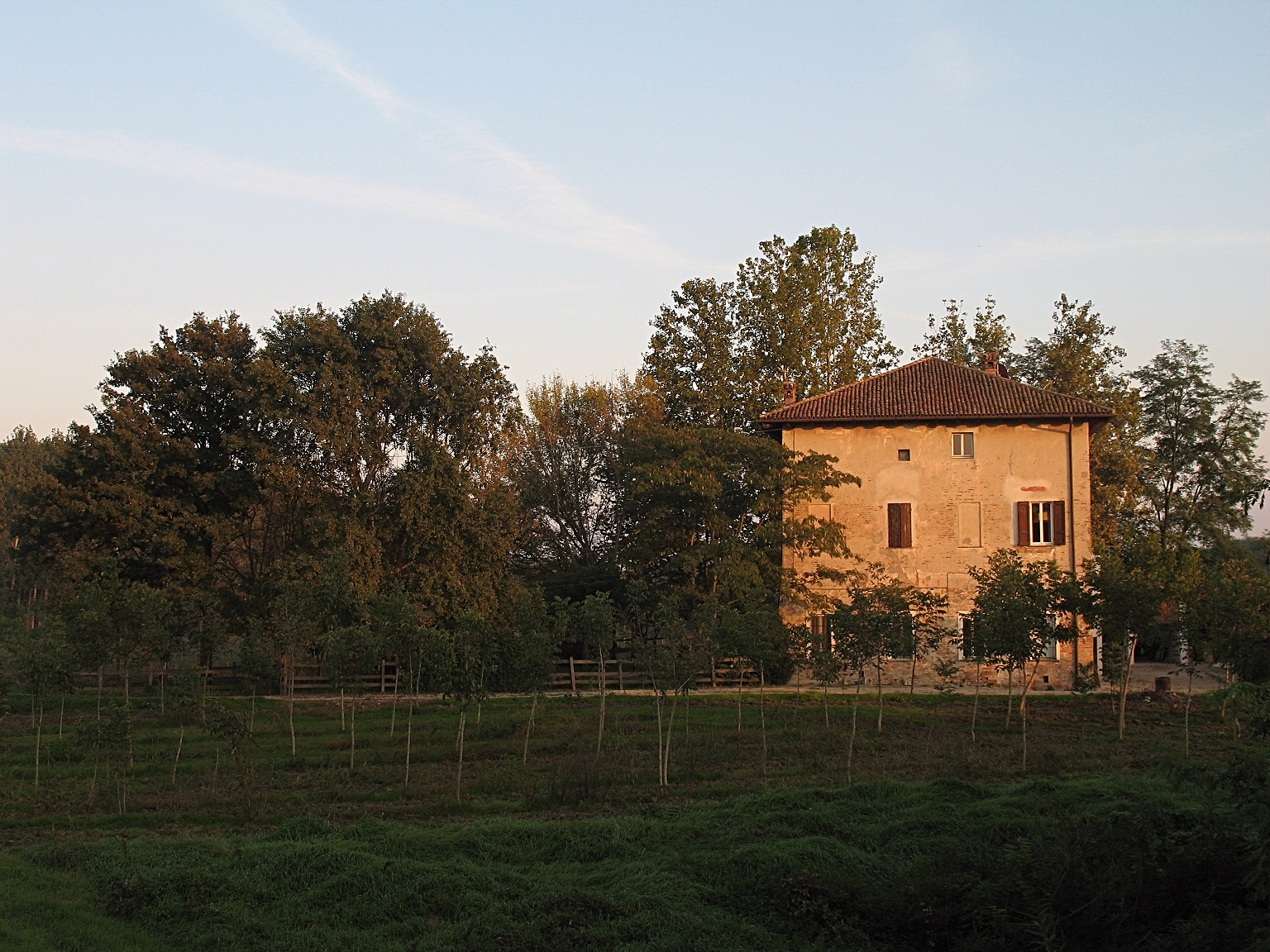
Colombarone di Mezzano
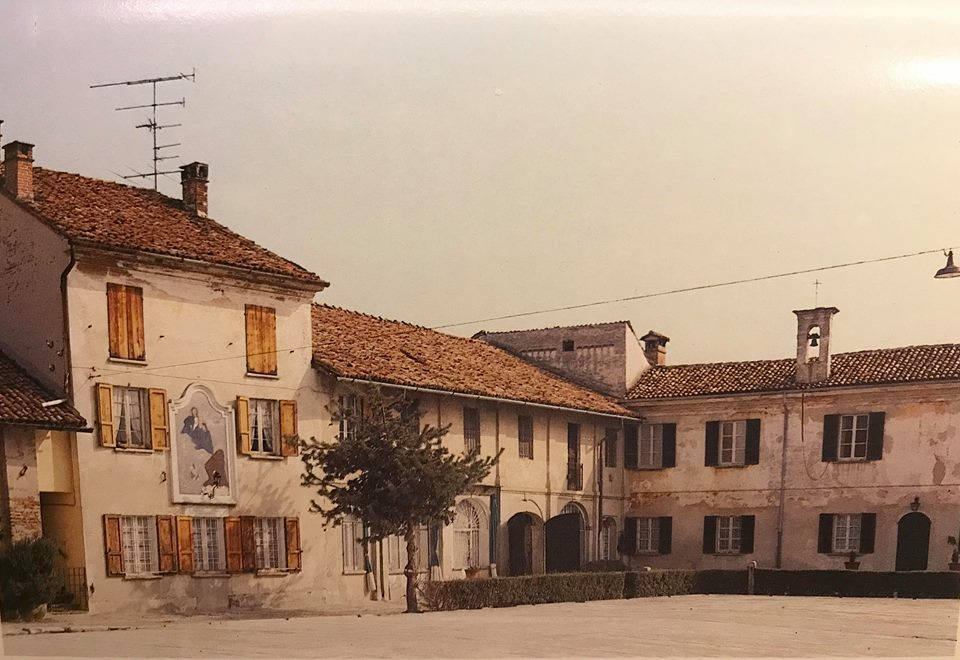
Cascina San Maiolo

### Aree naturali
- Grande foresta fra i due fiumi, frutto di un progetto di riqualificazione ambientale, finanziato dalla Regione Lombardia, che ha visto la ricostruzione di un ambiente forestale fluviale nella golena del fiume Ticino, in prossimità della sua confluenza nel Po.

## Società

### Evoluzione demografica
Abitanti censiti

## Amministrazione

### Gemellaggi
- Camaret-sur-Aigues

### Organizzazioni
Dall'ottobre 2015 Travacò Siccomario fa parte di Cittaslow.